# Волинська державна обласна універсальна наукова бібліотека імені Олени Пчілки
Волинська обласна універсальна наукова бібліотека імені Олени Пчілки — головна книгозбірня Волинської області. Заснована 10 червня 1940 у Луцьку.

## Історія
Головна бібліотека Волині відлік своєї історії відраховує з 10 червня 1940 року – дати прийняття Волинським облвиконкомом постанови №42 про організацію музеїв і бібліотек в області. У документі зазначена перша адреса книгозбірні – вул. Сталіна, 91. Цим же документом було засновано обласну бібліотеку для дітей, міські бібліотеки з відділами дитячої літератури у містах Володимирі-Волинському, Горохові, Ковелі, Любомлі.
На початку 1941 року в фондах бібліотеки налічувалось понад 50 тис. примірників творів друку, якими користувалося майже 2 тис. читачів. Документи свідчать, що в роки Другої світової війни фонд бібліотеки зазнав знищення. Відновлення книгозбірні розпочалося у березні 1944 року з поверненням Радянської влади. Створювати бібліотеку довелося першому повоєнному директору Шевяковій Марії Іларіонівні в першу чергу за рахунок видань, що надходили з бібліотек Харкова, Миколаєва, Полтави, інших міст. У 1945–1957 рр. чисельність фонду зросла завдяки одержанню обов’язкового платного примірника російськомовної літератури. Таким чином надійшло біля 40 тис. примірників. На час запровадження типових штатів і формування нової структури книгозбірні (1967 р.) у фонді бібліотеки налічувалося 200 тис. одиниць зберігання.
Завдяки героїчним зусиллям колективу, вмілим діям повоєнних керівників Дудченка А. І., Гузачова Г. А., Стратулат В. Ф., Рижкової З. М. бібліотека здобула визнання у регіоні як осередок освіти і культури. Яскрава сторона діяльності обласної бібліотеки для дорослих пов’язана з перебуванням на її чолі Віри Феодосіївни Єлісеєвої, учасника Великої Вітчизняної війни. До переходу в 1964 році на посаду директора обласної бібліотеки для дорослих Віра Феодосіївна вже мала досвід заснування мережі дитячих бібліотек в області, створення обласної бібліотеки для дітей. Першими кроками, які зробила В. Ф. Єлісєєва на посаді директора, було зміцнення основних ділянок високоосвіченими фахівцями – О. В. Гороть (Домбровською), М. М. Мах, Л. С. Лелявською (Рябук) та ін. В ці роки колектив працював над утвердженням нукового статусу, формулюванням своїх головних пріоритетів. Дієвою учасницею цих процесів була заступник директора П. П. Черниш (Сіренко), випускниця харківського вузу 1952 року. Бібліотека по праву вважалася школою виховання керівних працівників для бібліотечної галузі області. У 1962–1980 рр. провідні структурні підрозділи у книгозбірні очолювала Тарнавська Р. М. (у 1980–1986 рр. – заступник директора обласної бібліотеки для юнацтва, у 1986–1994 рр. – директор обласної бібліотеки для дітей.
У бібліотеці розпочалася трудова біографія К. С. Блащук, яка після роботи на керівних посадах в обласній бібліотеці для дітей у 1996 році повернулася в головну бібліотеку на посаду директора. Бібліотека росла, мужніла, змінювала адреси. До грудня 1977 року вона перебувала у приміщенні пам’ятки архітектури за нинішньою адресою – проспект Волі, 2. Після здачі в експлуатацію нового приміщення по вул. Шопена, 11 потужністю 500 тис. томів бібліотека вступила в нову епоху. За короткий час – з січня по квітень 1978 року – було обладнане книгосховище, оформлено сучасний інтер’єр, і 15 травня бібліотека урочисто зустріла перших відвідувачів. 1970–1980 роки були справді успішними для колективу. Експозиція про її діяльність демонструвалася на ВДНГ СРСР у м. Москві. Переймати досвід волинян приїжджали колеги під час республіканських конференцій (1978, 1981, 1988 рр.).
Після майже двадцятилітнього керівництва В. Ф. Єлісєєва у лютому 1984 року пішла на заслужений відпочинок. Керівником бібліотеки призначена Кухарська Галина Сергіївна. У березні того ж року бібліотека одержала і нового заступника директора з наукової роботи Боєчко Тамару Вікторівну. Бібліотека долучилася до процесів національного, культурного відродження. Особливо вагомим був внесок Валентини Василівни Москалюк, завідувача науково-методичного відділу, яка стала лауреатом премії імені Миколи Куделі (1995). 27 лютого 1991 року відбулося присвоєння імені Олени Пчілки, подія, яка визначила шлях подальшого розвитку бібліотеки як просвітницького центру.
У 1996–2000 рр. на чолі бібліотеки перебувала Блащук Клавдія Степанівна, якій удалося зрушити з місця питання зміцнення матеріальної бази, реконструкції приміщення. У 1999 році проведено ремонт фасаду, східців, актової зали. Масштабними були урочистості з нагоди 150-річчя від дня народження Олени Пчілки. Відкрито куточок Олени Пчілки, який у майбутньому став духовним осередком закладу, а також проведено наукову конференцію та літературний вечір. У березні 2001 року директором бібліотеки призначено Стасюк Людмилу Антонівну. Того ж року бібліотека здобула грант Посольства США в Україні на організацію Інтернет-центру. Його відкриття 19 грудня поклало початок активним інноваційним процесам.
У 2003 році запроваджено посаду заступника директора з питань інформатизації та засновано відділ автоматизації і комп’ютерних бібліотечних технологій. Завдяки активній позиції Рибачук Наталії Володимирівни, яка очолила цю ділянку, реалізовано ряд успішних проектів, зокрема, створення за сприяння МФ „Відродження” регіонального інформаційного порталу (2003–2004 рр.), відкриття центру європейської інформації (2005), реалізації в області програми „Бібліоміст” (2010–2014 рр.). 31 травня 2010 року перших відвідувачів зустрів регіональний тренінговий центр, що став потужною навчальною базою для бібліотекарів, які беруть участь у реалізації програми „Бібліоміст”. Результатом його діяльності стала подальша організація центрів надання нових послуг із використанням вільного доступу до Інтернет у 85 бібліотеках Волині, а також посилення взаємодії з громадським сектором області. Бібліотека активно співпрацювала з ГО „Фундація розвитку громад” у реалізації проектів „Бібліотеки мости до е-урядування”, „Здорова нація здорове майбутнє” та ін.. Надає послуги мешканцям віддалених громад Волині дистанційний пункт безоплатної правової допомоги, заснований Волинською обласною організацією спілки юристів України. Діє юридична приймальня Головного управління юстиції у Волинській області. З 2006 року у структурі бібліотеки працює інформаційний центр „Вікно в Америку”, який і надалі має підтримку Посольства США в Україні.
Бібліотека – визнаний у регіоні дослідницький центр у сфері краєзнавства. Засновником напрямку була Ксендзук Емілія Степанівна, в 2001–2011 рр. – заступник директора з наукової роботи. Відділ краєзнавчої роботи у співпраці з Волинським краєзнавчим музеєм здійснює випуск „Календаря знаменних і пам’ятних дат Волині”, який має схвальну оцінку фахівців Національної історичної бібліотеки України. Значний резонанс у громадськості одержало видання біобібліографічних посібників, присвячених спадщині Олени Пчілки, наших сучасників Василя Слапчука, Йосипа Струцюка, Василя Гея, Петра Маха, Володимира Рожка, Олекси Ошуркевича, та ін. Фонд бібліотеки нині нараховує понад 687 тис. прим. видань, у тому числі – 2,72 тис. одиниць рідкісних, цінних. Найстаріші видання бібліотеки – «Превращения Овидіявы сь примечаніями и Историческими обьяснениями» (1795 р.) та ”Послъдованіє на дєнь Стым Пасхи й на всю свътлую сєдмицу” (1762 р.). У 1980-і роки через букіністичні магазини придбані дореволюційні краєзнавчі видання, що стали окрасою фонду, зокрема Павла Тутковського «Месторождение строительных камней в Луцком уезде Волынской губернии» та «Послетретичные озера в северной полосе Волынской губернии» 1912 року видання, а також твори Миколи Теодоровича, церковного історика, дослідника. Книгозбірня – найбільше в області сховище творів друку. Так, обласна газета „Волинь” зберігається з 1944 року, районні газети – з середини 60-х років минулого століття. Завдяки фінансовій підтримці обласної ради та облдержадміністрації підтримується репертуар періодичних видань.
Проведення заходів високої емоційної напруги і патріотичного змісту – презентацій книг, літературних вечорів – забезпечили бібліотеці авторитет значного соціокультурного центру. Досконалим володінням мистецтвом слова відзначаються Кириченко Ольга Володимирівна, Литвина Жанна Володимирівна, Волох Іванна Іванівна. Бібліотека – ініціатор проведення літературного конкурсу „Неповторність”, який здобув репутацію престижного літературного змагання в Україні. Бібліотека пишається конкурсантами, що поповнили лави Національної спілки письменників України – Іваном Котовичем, Юлією Хвас, Вікторією Литвак, Ганною Луцюк, Оленою Пашук, Юлією Фінковською, Тетяною Регешук та ін. Журі конкурсу з 2003 р. очолює член НСПУ Клава Корецька, з 2022 р. – Микола Мартинюк.
Активізовано роботу центру європейської інформації, координацію діяльності якого здійснює Євгенія Олексіївна Євтушок, заступник директора з наукової роботи.
Один із головних аспектів діяльності головної бібліотеки Волині – моніторинг існуючої мережі бібліотечних закладів області, надання фахової допомоги новоствореним об’єднаним територіальним громадам. Велика увага відведена питанням координації діяльності обласних бібліотек у проведенні семінарів, тренінгів, виданні методичних посібників, узагальненні досвіду кращих бібліотек.
Починаючи з 2006 року, дирекція бібліотеки ініціювала ряд масштабних робіт із реконструкції приміщення. Зокрема, проведено заміну системи опалення з установленням сучасної дахової котельні, що дало змогу відновити нормальний тепловий режим, створити комфортні умови користувачам. Здійснено реконструкцію системи водопостачання, часткову заміну дахового покриття. У 2014 р. проведена реконструкція аварійних балконів.
29 червня 2011 року відбулася хвилююча подія відкриття пам’ятника Олені Пчілці, спорудженого за кошти обласної громади. Автор пам’ятника – народний художник України Микола Наумович Обезюк. Замовником робіт була громадська організація «Волинське обласне відділення Української бібліотечної асоціації». 
(Людмила Стасюк)

## Структура
- Відділ автоматизації і комп'ютерних бібліотечних технологій
- Відділ обробки літератури та організації каталогів
- Відділ комплектування фонду
- Відділ зберігання основного фонду
- Науково-методичний відділ
- Відділ читальних залів
- Відділ літератури іноземними мовами
- Відділ краєзнавчої роботи
- Відділ виробничої літератури
- Відділ інформаційно-бібліографічної роботи
- Відділ літератури з питань мистецтва
- Відділ міського абонемента
- Відділ наукової медичної літератури

## Бібліотека в цифрах
Понад 700 000 документів з усіх галузей знань, у тому числі:
- 4974 книг та брошур українською (319 870) та іноземними мовами;
- 2054 примірників журналів та газет українською та іноземними мовами, які зберігаються постійно у фонді бібліотеки;
- 8 617 аудіовізуальних матеріалів;
- 1556 електронних видань.

У 2025 році  передплачено 87 назв на І півріччя, в т.ч.: 57 назв – журнали, 22 назви – газети, 8 назв – краєзнавчі видання.